# 미스 코뿔소 미스터 코란도
"미스 코뿔소 미스터 코란도"는 1989년에 개봉한 대한민국의 영화이며 쌍용이 영화제작을 지원했으나 흥행에 실패했다.
한편, 극중 사장 역으로 나온 개그맨 전유성은 해당 영화 제작사(판영화사)에서 만든  <칙칙이의 내일은 챔피언>으로 영화감독 데뷔를 했지만  흥행에 실패했고 그 이후 비디오용 어린이 영화로 노선을 전향했다.

## 캐스팅
- 정규수 : 철민 역
- 박영선 : 미나 역
- 임하룡 : 도박사 역
- 유혜영 : 외팔이 역
- 주희 : 송이 역
- 상일한 : 흰대가리 역
- 전유성 : 사장 역
- 서원섭 : 매니저 역
- 김일우 : 공 형사 역
- 김항우 : 주 형사 역
- 최재훈 : 신사 역
- 김성호 : 똘똘이 1 역
- 서동철 : 똘똘이 2 역
- 이봉규 : 사회자 1 역
- 김인석 : 사회자 2 역
- 최길봉 : 악당 1 역
- 김학준 : 악당 2 역
- 고명복 : 악당 3 역
- 윤주성 : 악당 4 역
- 공기수 : 철민친구 1 역
- 문성진 : 철민친구 2 역
- 정규 : 철민친구 3 역
- 송일근 : 교수 역
- 임덕윤 : 거한 역
- 신마루